# Komakichi Nohara
Komakichi Nohara (jap. 野原 駒吉, Nohara Komakichi; auch: Wilhelm Koma Nohara, Wilhelm Komakichi von Nohara; * 4. Juni 1899 in Yokohama; † 26. September 1950 in Berlin) war ein japanisch-deutscher Schriftsteller.

## Leben
Komakichi Nohara war der Sohn eines japanischen Vaters und einer deutschen Mutter. Von 1920 bis 1921 studierte er Kunstgeschichte an der Universität Berlin. Anschließend lebte er als freier Schriftsteller in Berlin. Er war in den 1920er Jahren den Aussagen Wolfgang Harichs zufolge Mitglied des Bundes proletarisch-revolutionärer Schriftsteller. Da er mit einer lettischen Jüdin verheiratet war, sei er, um diese zu retten, so Harich, Mitarbeiter an der Japanischen Botschaft in Berlin geworden. Dort habe er als Redenschreiber für den Botschafter Oshima und Dolmetscher für militärische Fachgespräche der Wehrmachtsführung mit der japanischen Militärführung, unter Leitung von Admiral Nomura Naokuni, in Berlin fungiert. In der Regel dolmetschte er zwischen Nomura auf der einen sowie Karl Dönitz und Erich Raeder auf der anderen Seite. Seine Erkenntnisse leitete er während des Zweiten Weltkriegs an antifaschistische Kreise in Schweden weiter. 1944 zog er nach Strausberg, von wo er sein Material auslieferte. Danach lebte er ein Jahr in Moskau. Nach dem Krieg lebte er zunächst in Jüterbog und die letzten Jahre in Berlin (West).
Komakichi Nohara, der in deutscher Sprache schrieb, war Verfasser von Jugendbüchern, Reiseberichten und politischen Schriften. Sein Werk Das wahre Gesicht Japans wurde auch in mehrere Sprachen übersetzt.

## Werke
- Mein Ferienbuch, Leipzig 1929 (zusammen mit Wolf Durian)
- Theo boxt sich durch!, Leipzig 1930
- Hans und Kathrin entdecken Berlin, Leipzig 1931
- Die Nacht auf dem Lummenfelsen, Leipzig 1932
- Kraulen mußt du, Käthe!, Leipzig 1933
- Erwin in Schanghai, Leipzig 1934
- Don Hans von den wilden Reitern, Stuttgart [u. a.] 1935
- Der Taucher Ali, Berlin 1935
- Das wahre Gesicht Japans, Dresden 1935
- Die "Gelbe Gefahr", Stuttgart [u. a.] 1936
- "Johann! Das Huhn für Napoleon!", Freiburg 1937
- Brasilien Tag und Nacht, Berlin 1938
- Drei Schwestern gehen nach Tokyo, Berlin [u. a.] 1938
- Männer der Wüste, Freiburg 1938
- Schmuggler im Haff, Berlin [u. a.] 1940
- Das Geheimnis der Pirateninsel, Augsburg 1952